# 成田山名古屋別院大聖寺
成田山名古屋別院大聖寺（なりたさんなごやべついんだいしょうじ）とは、愛知県犬山市にある真言宗智山派の寺院。千葉県成田市にある成田山新勝寺の別院である。通称「犬山成田山」。

## 概要
新勝寺への参拝が遠距離となることから参詣客により戦前の1936年（昭和11年）に「奉献会」が作られたが、創建は戦後の1953年（昭和28年）までずれ込んだ。開山に際しては、名古屋鉄道（名鉄）およびそのグループ会社が中心となって寄進しており、これに則って名鉄の電車車両や名鉄バス・名鉄観光バスの運転席付近には交通安全を祈願した本寺のお守りが据え付けられている。他にも松坂屋を初めとする中部の財界のバックアップを得た。一般には特に自動車の交通安全にご利益があるとされ、交通安全のお寺として知られる。本尊は不動明王。

## 伽藍
- 本堂
- 祈祷殿加持堂
- 弘法堂
- 聖蘭堂
- 明王門

## 境内
爆音を響かせる車やバイクが問題となり、2024年（令和6年）9月15日から夜間の境内立ち入りを禁止している。
かつては、境内（駐車場内）に名鉄モンキーパークモノレール線の成田山駅があったが、2008年（平成20年）12月27日限りで廃止となった。

## 主要年間行事
- 初不動
- 節分まつり
- 星まつり
- 花まつり
- 盆供養献燈会
- 厄除け大祈願会
- 七五三まいり
- 開創記念大祭
- 納め不動

## ギャラリー
- 明王門
- 本堂
- 本堂からの眺望
- 本堂から犬山城を望む

## 交通アクセス
- 名鉄犬山線・広見線・小牧線 犬山駅から徒歩で10 - 15分程。
- 名鉄犬山線 犬山遊園駅から徒歩で5分程。
- 無料大型駐車場（600台）あり。

## 備考
敷地の隅（モノレール成田山駅跡近く）に、大相撲時津風部屋の名古屋場所宿舎が置かれている。2007年（平成19年）6月26日、ここで力士暴行死事件が発生した。寺敷地内に設けられた稽古場で、17歳の新弟子力士が稽古中にリンチを受け心肺停止状態となった。

## 寺史
- 大聖寺三十年史編纂委員会・編 『大聖寺三十年史』 成田山名古屋別院 1984年